# Radiatore

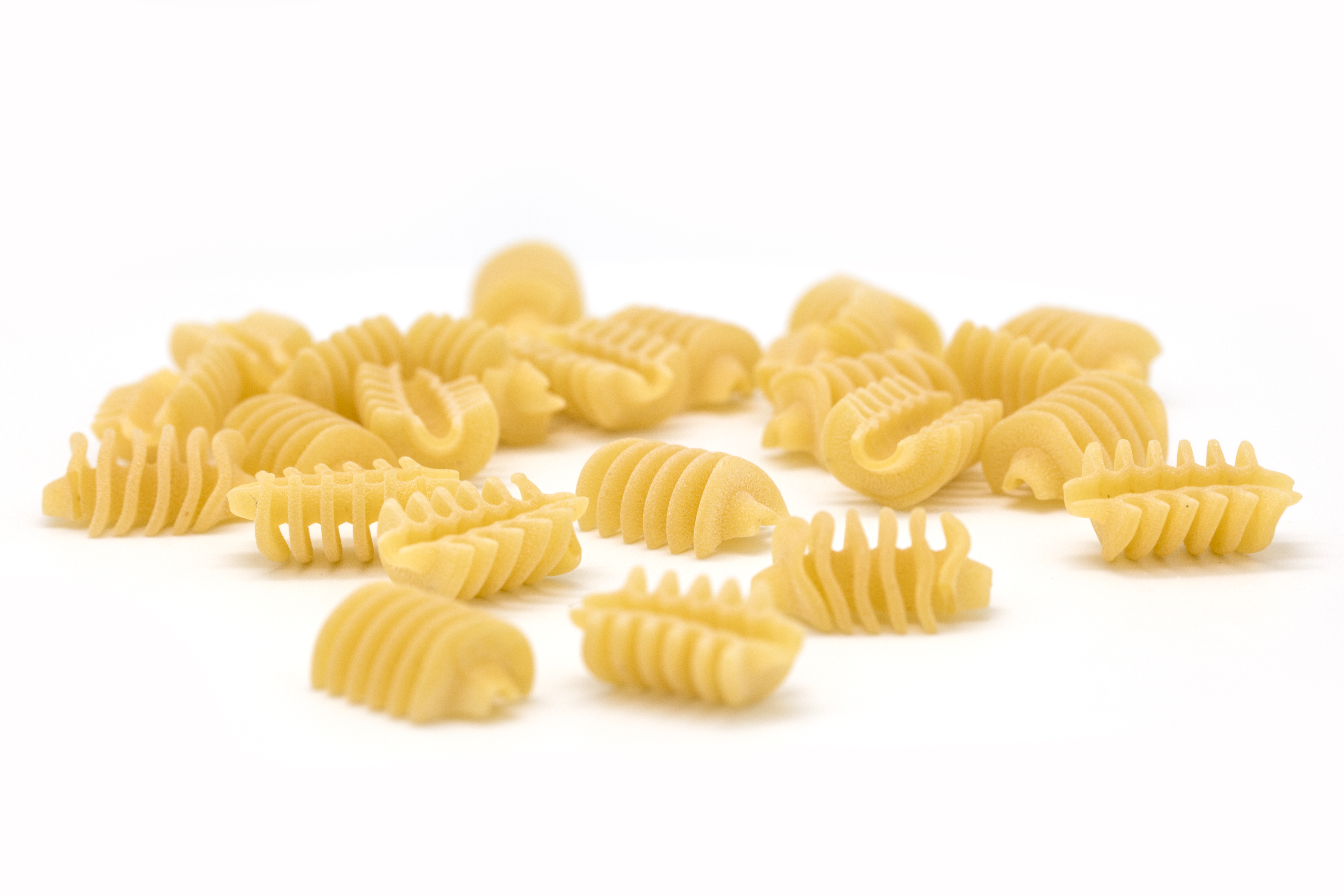
Unos radiatore.

El radiatore es pasta italiana elaborada con harina de trigo y agua que por su forma recuerda a unos radiadores. Es ciertamente similar a los rotini en forma, pero generalmente más cortos y finos que estos, poseyendo un aspecto más complejo (de formas). 

## Usos
Los radiatore se emplean en platos de pasta del mismo tipo como podrían usarse los rotelle o los fusilli. Su forma permite el uso de salsas suaves o poco densas.